# Нюрнбергская рождественская ярмарка
Нюрнбергская рождественская ярмарка (нем. Christkindlesmarkt, дословно — ярмарка младенца Христа) — старинная традиционная рождественская ярмарка, которая проводится ежегодно в Нюрнберге, Германия. Мероприятие проходит во время Адвента на Хауптмаркте — центральной площади старого города Нюрнберга, а также на прилегающих площадях и улицах. Ежегодно Нюрнбергский рождественский рынок посещают более двух миллионов человек. Это один из крупнейших рождественских рынков в Германии и один из самых известных в мире. Ежегодно рождественская ярмарка открывается в пятницу, предшествующую первому воскресенью Адвента, и заканчивается в канун Рождества, если этот день не приходится на воскресенье.

## История
Несмотря на интенсивные исследования, проведенные несколькими историками и людьми, интересующимися местной историей, точные детали и даты происхождения Нюрнбергского рождественского рынка неизвестны. Самым древним свидетельством, связанным с ним, является ящик из хвойного дерева, хранящийся в Германском национальном музее в Нюрнберге. Внизу можно обнаружить надпись: Regina Susanna Harßdörfferin von der Jungfrau Susanna Eleonora Erbsin (oder Elbsin) zum Kindles-Marck überschickt 1628 («Регине Сюзанне Харсдофферин от девицы Сюзанны Элеоноры Эрбсин (или Эльбсин) отправлена с Киндльс-Марк в 1628 году»).
В официальных документах с 1610 года встречаются также наименования Kindleinbescheren («раздача рождественских подарков детям») или Weihnachtszeit (рождественский период), однако нет уверенности, относятся они к ярмарке Christkindlesmarkt или к каким-то иным празднествам. Историки предполагают, что рынок берет свое начало от традиционных продаж на еженедельном рынке между 1610 и 1639 годами и что он постепенно превратился в самостоятельное событие. Первоначально рынок открывался в праздник Святой Варвары (4 декабря). Из-за большого количества посетителей открытие было перенесено на пятницу перед первым воскресеньем Адвента в 1973 году и остается таковым по сей день. В период с 1939 по 1948 год рождественские ярмарки не проводились.
Первоначально местом проведения Кристкиндлесмаркта был Нюрнбергский главный рынок. Однако в период с 1898 по 1933 год его переносили в другие места, например, на Мясной мост или остров Шютт. В 1933 году рынок вернулся на свое первоначальное место перед Фрауэнкирхе.

## Кристкинд

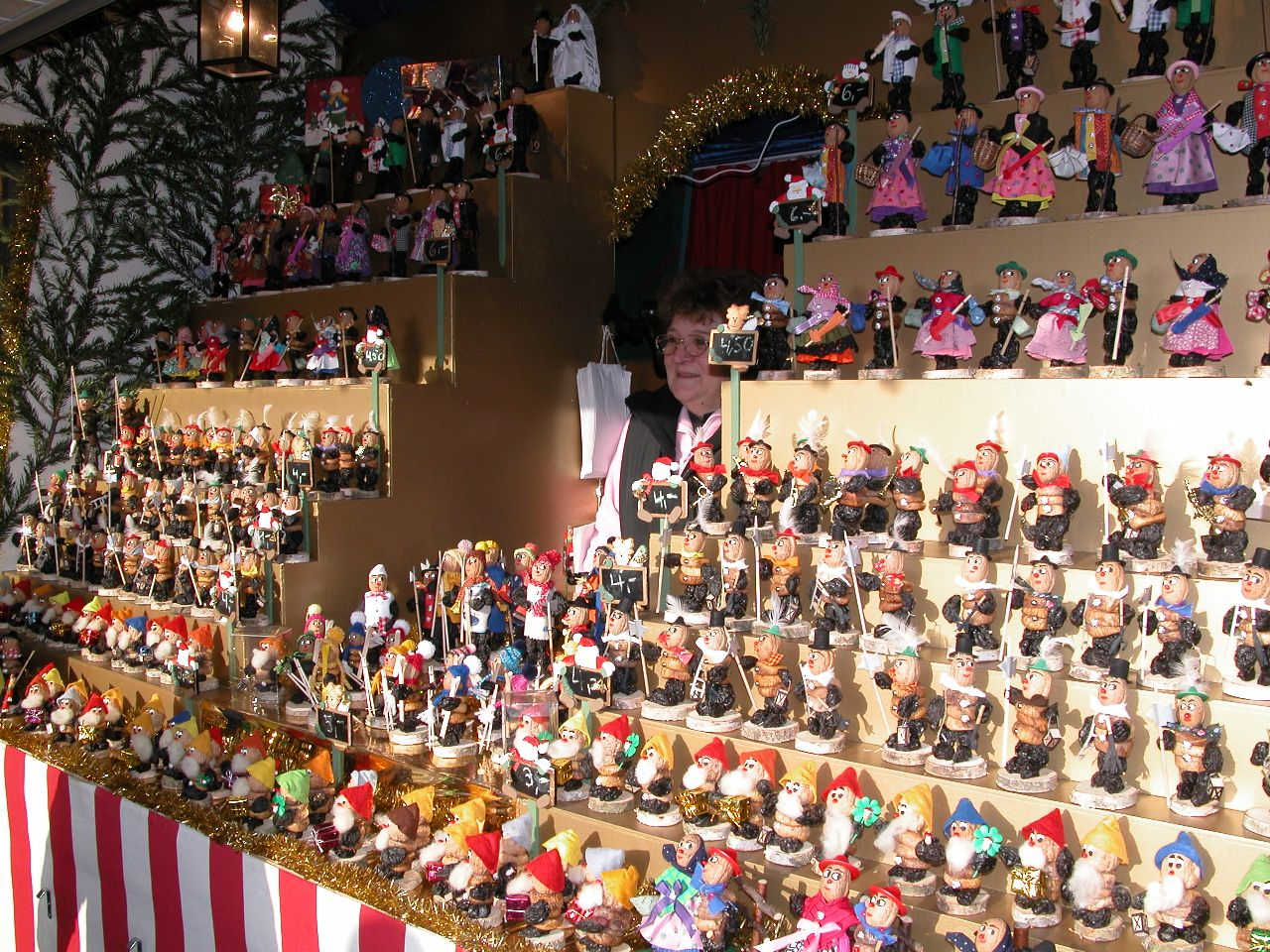
Слива-чернослив куклы Zwetschgenmännla и zwetschgenweibla

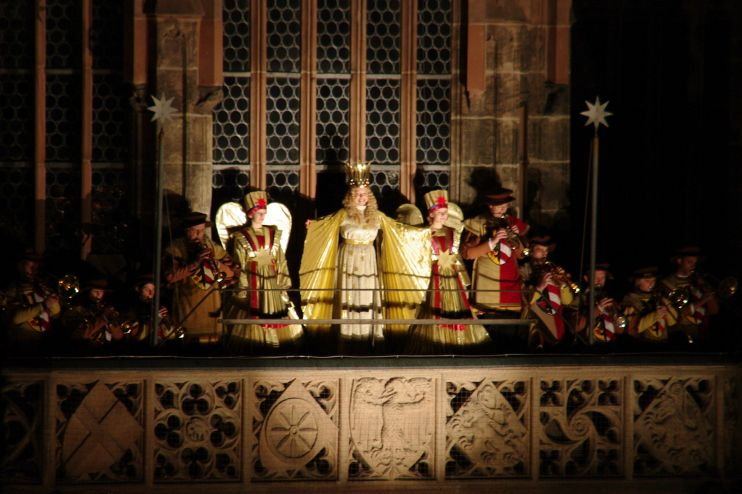
Вступительная речь Кристкинд (2009)

Christkindlesmarkt можно дословно перевести как «Рынок младенца Христа». Роль нюрнбергского Christkind — младенца Христа — играет молодая девушка, одетая в белое и золотое, с вьющимися светлыми волосами, высокой золотой короной и длинными золотыми рукавами, похожими на крылья ангела; представление является важной частью рынка. Первоначально роль Кристкинд исполняла актриса, а с 1969 года её стали выбирать раз в два года среди местных девушек в возрасте от 16 до 19 лет. Большое количество участников регистрируется через Интернет, и, наконец, жюри выбирает следующего Кристкинда из нескольких финалисток, которые должны быть ростом не менее 1,60 м и не страдать головокружением, поскольку Кристкинд должен произнести свою речь с балкона церкви, возможно, в ненастную зимнюю погоду. Помимо вступительной речи в пятницу вечером, Christkind выступает в школах, больницах и т. д.
Ярмарка младенца Христа открывается вступительной речью Кристкинд с балкона церкви Фрауэнкирхе. Это торжественное событие привлекает на Хауптмаркт тысячи людей. Пролог, написанный Фридрихом Брегером для первой послевоенной ярмарки в 1948 году, с тех пор несколько раз изменялся, поскольку в значительной степени разрушенный город восстанавливался, а голодающее население снова стало процветать. Он начинается и заканчивается приглашением к «дамам и господам, которые когда-то были детьми» и к «малышам в начале жизненного пути», а также сравнивает краткосрочные события, такие как временный рынок — «маленький город из дерева и ткани» — с вечными ценностями, воспоминаниями и традициями.

## Ярмарки городов-побратимов
С 1998 года на Ратушной площади проходит ярмарка городов-побратимов. Города-побратимы представляют стенды с местными деликатесами, среди таковых — Анталья (Турция), Атланта (США), Вена (Австрия), Харьков (Украина), Гера (Германия), Глазго (Шотландия), Кавала (Греция), Краков (Польша), Ницца (Франция), Прага (Чехия), Сан-Карлос (Никарагуа), Шэньчжэнь (Китай), Скопье (Северная Македония), Венеция (Италия) и Лимузен (Франция). Кроме того, на рынке присутствуют такие дружественные города, как Бар (Черногория), Калкудах (Шри-Ланка), Верона (Италия).

## Галерея

Аттракционы, винтажные открытки, рождественские игрушки и сувениры
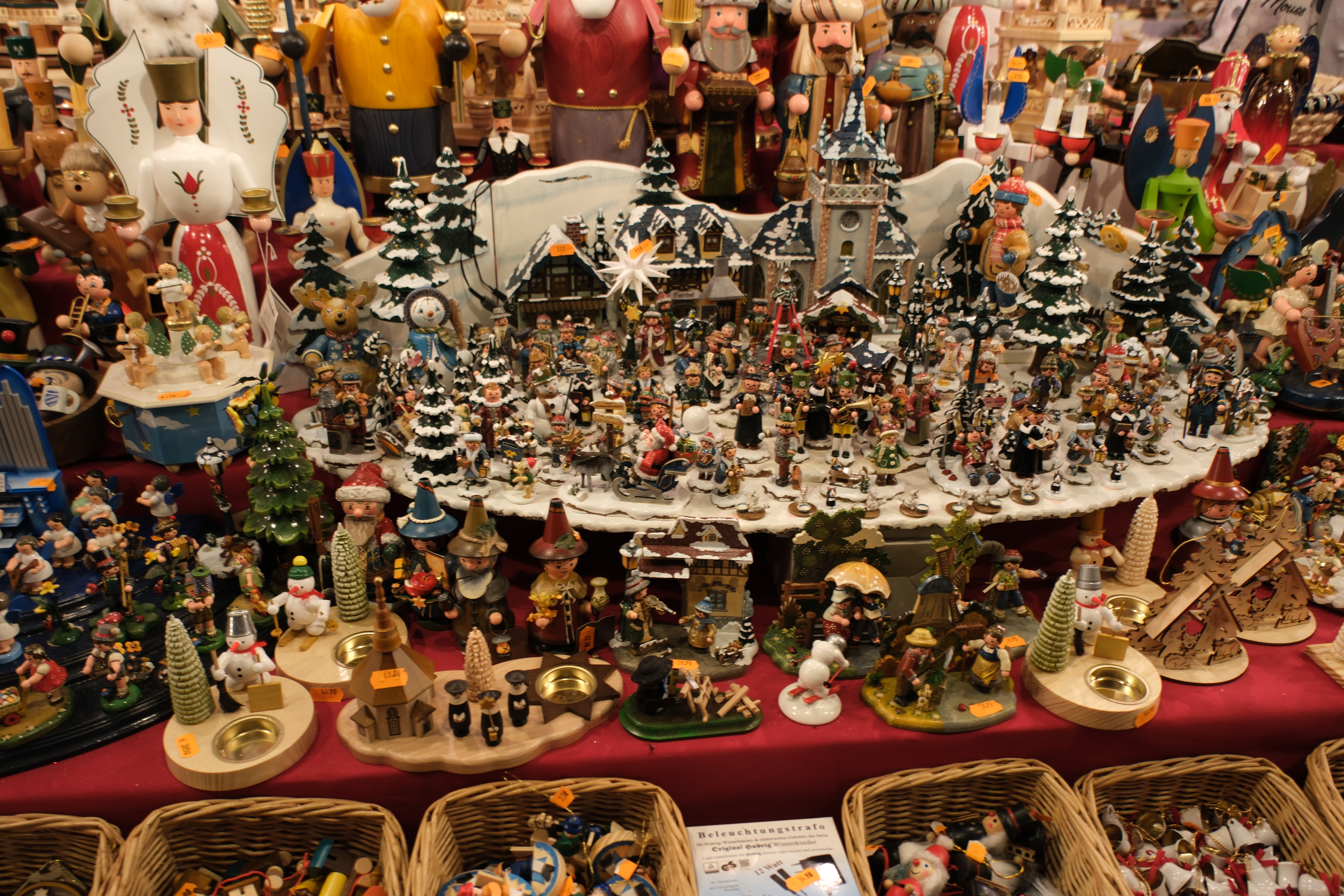
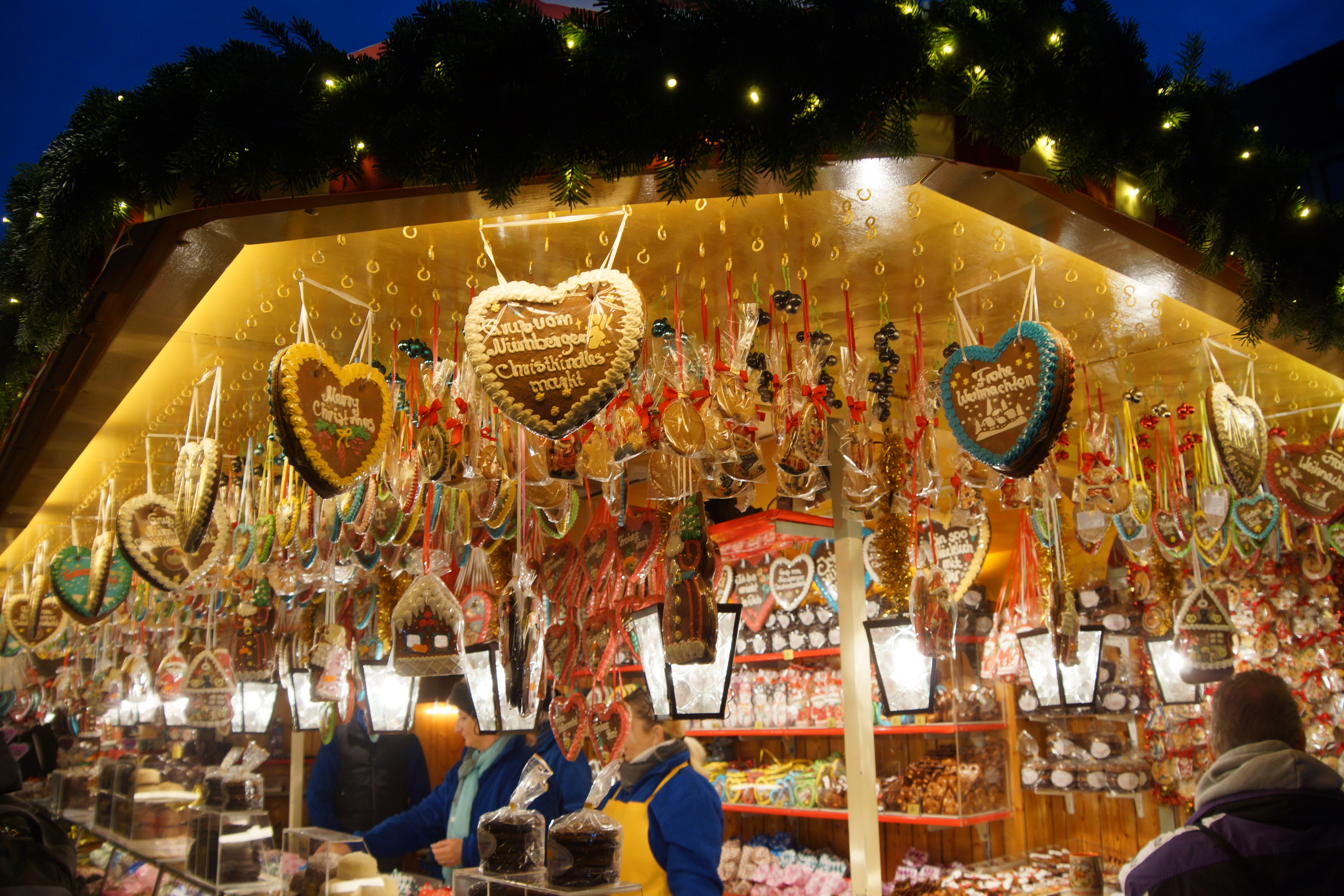
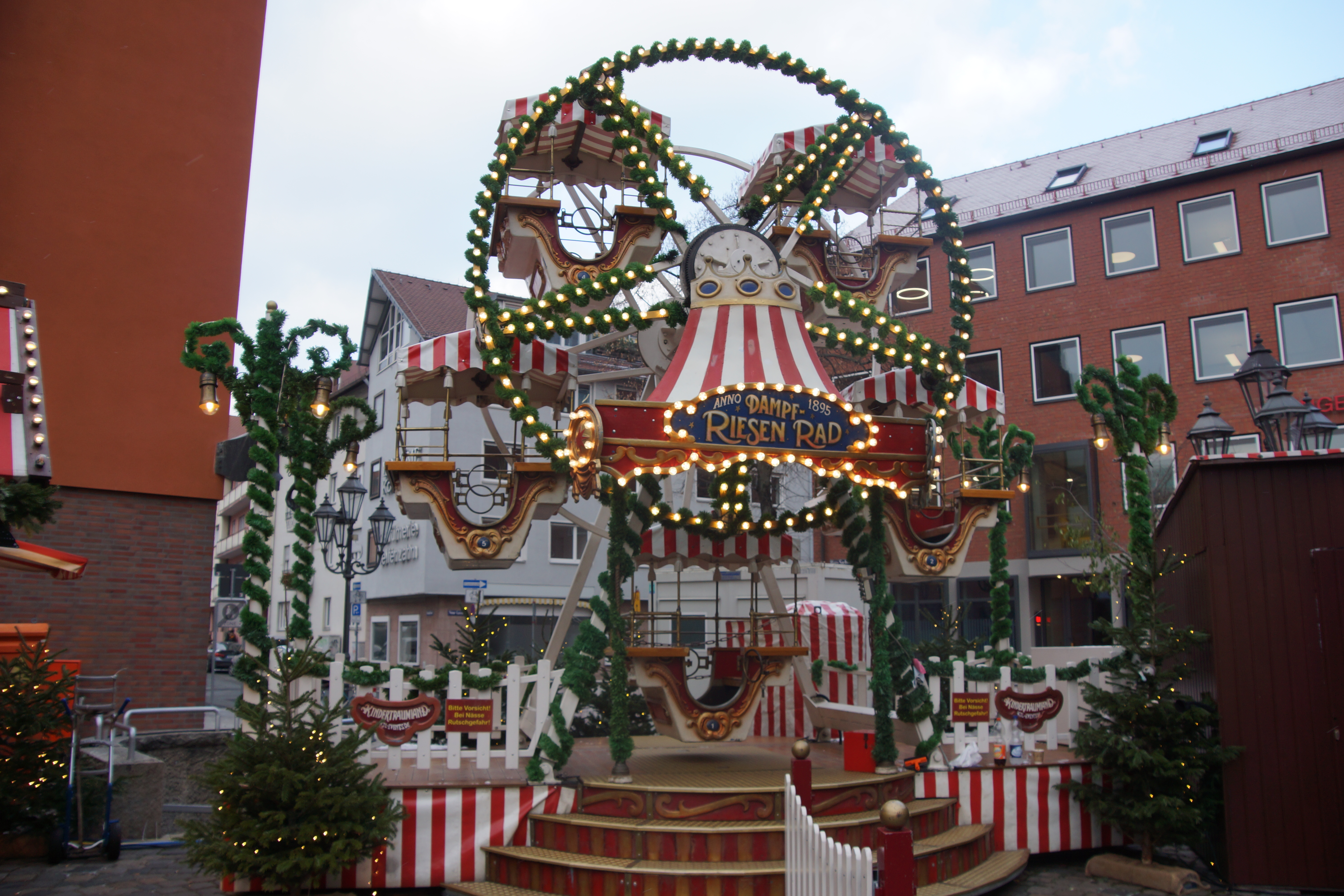
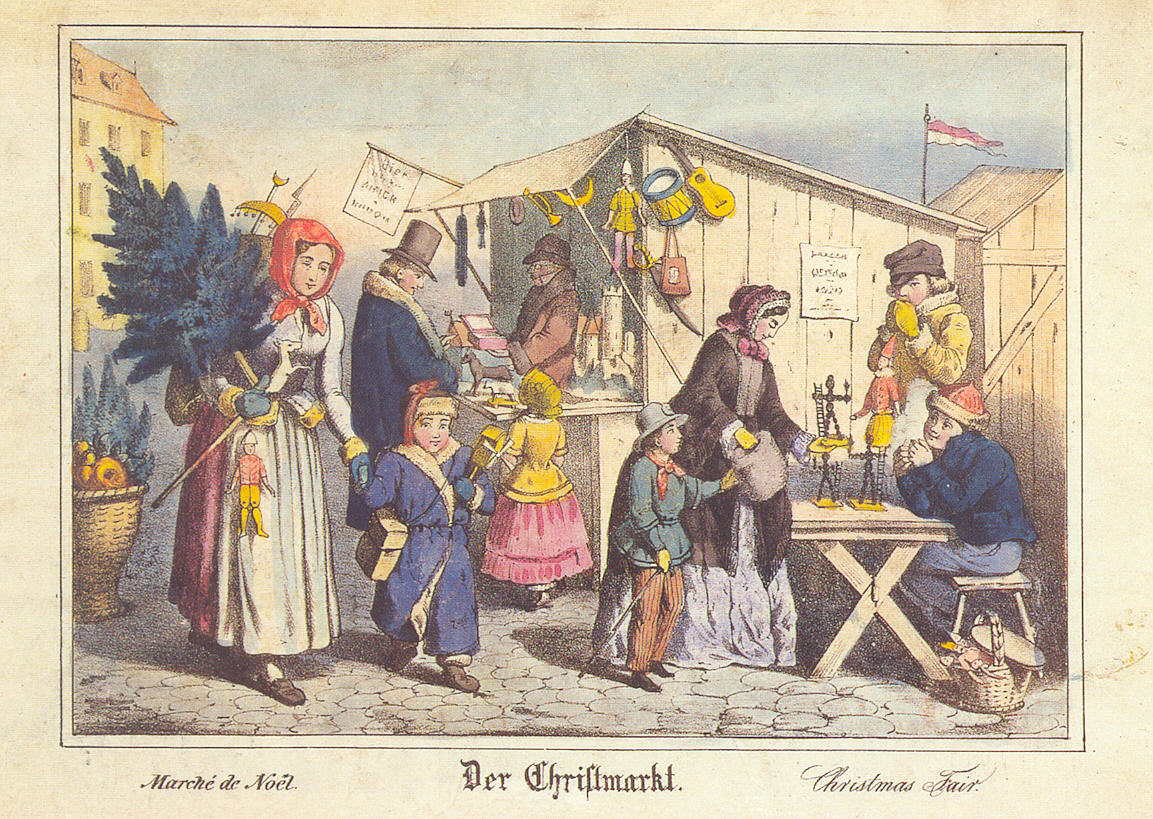
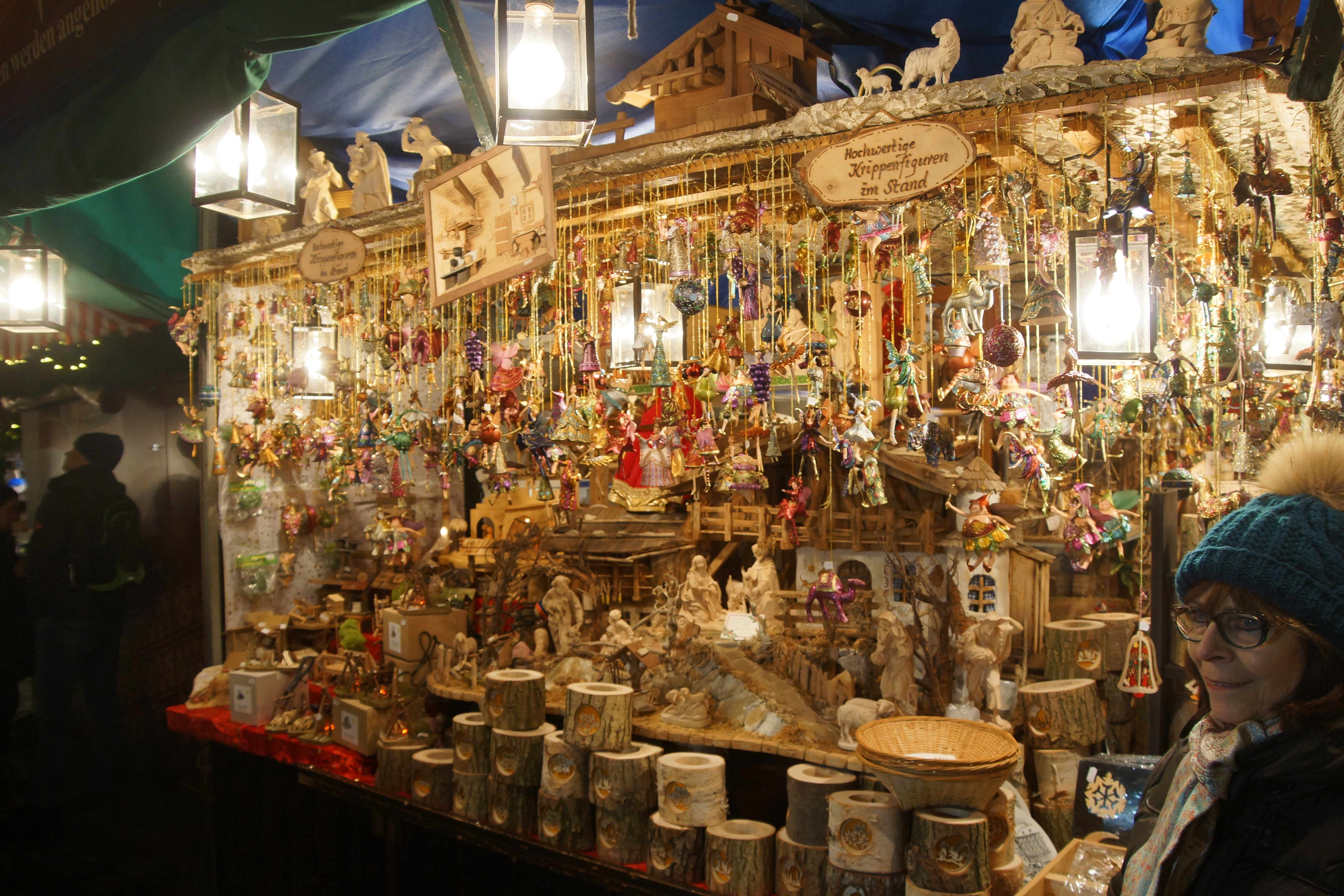
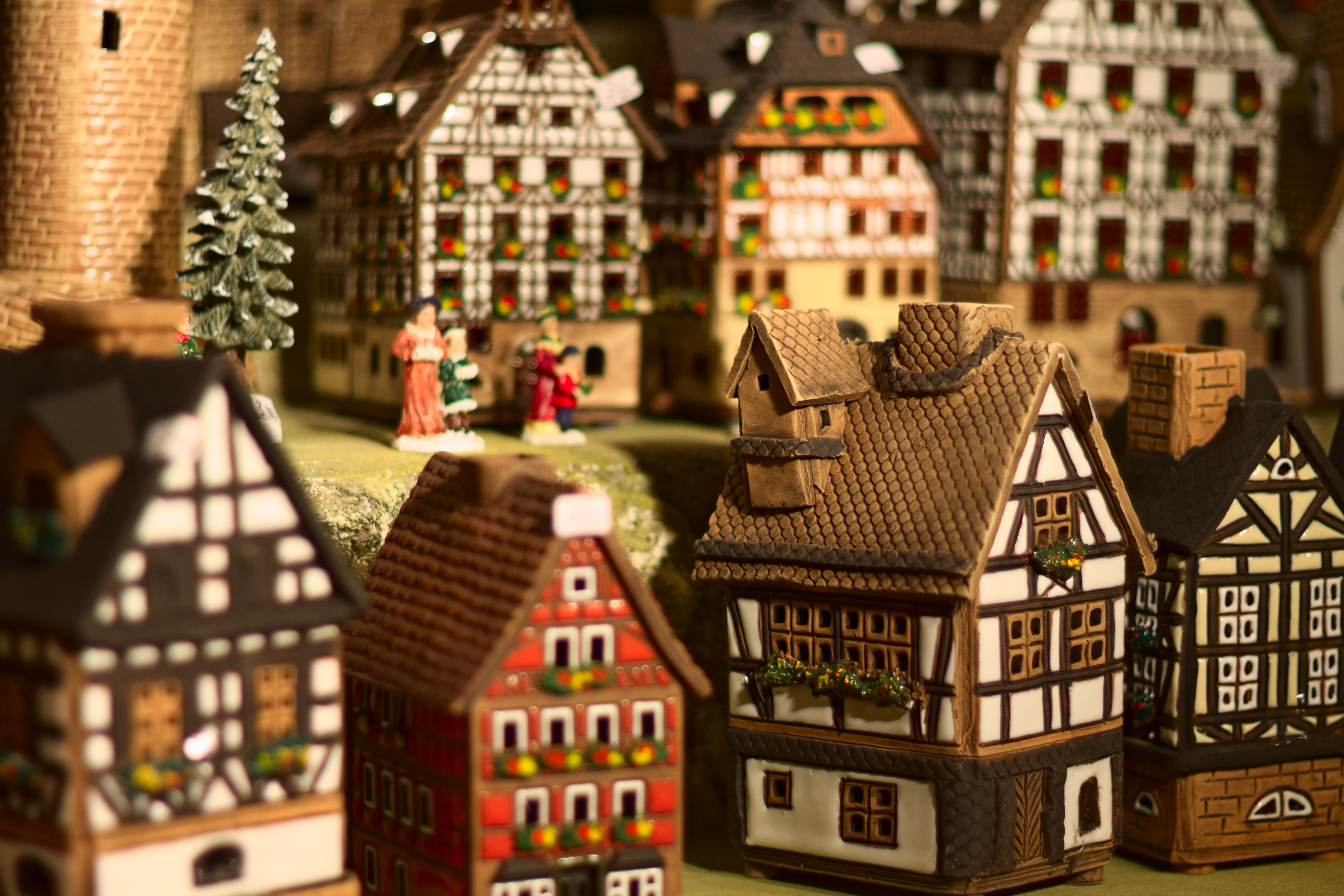
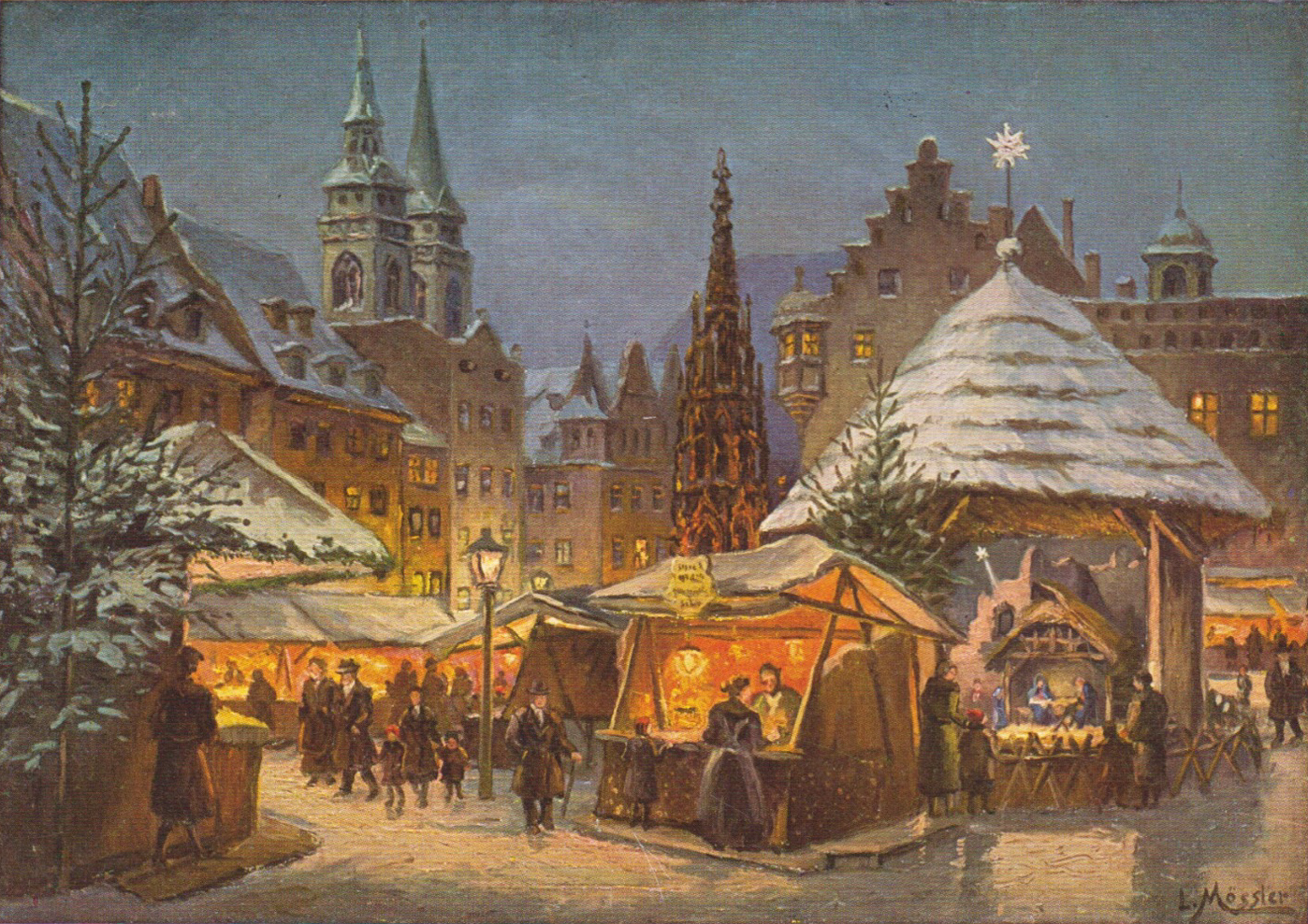
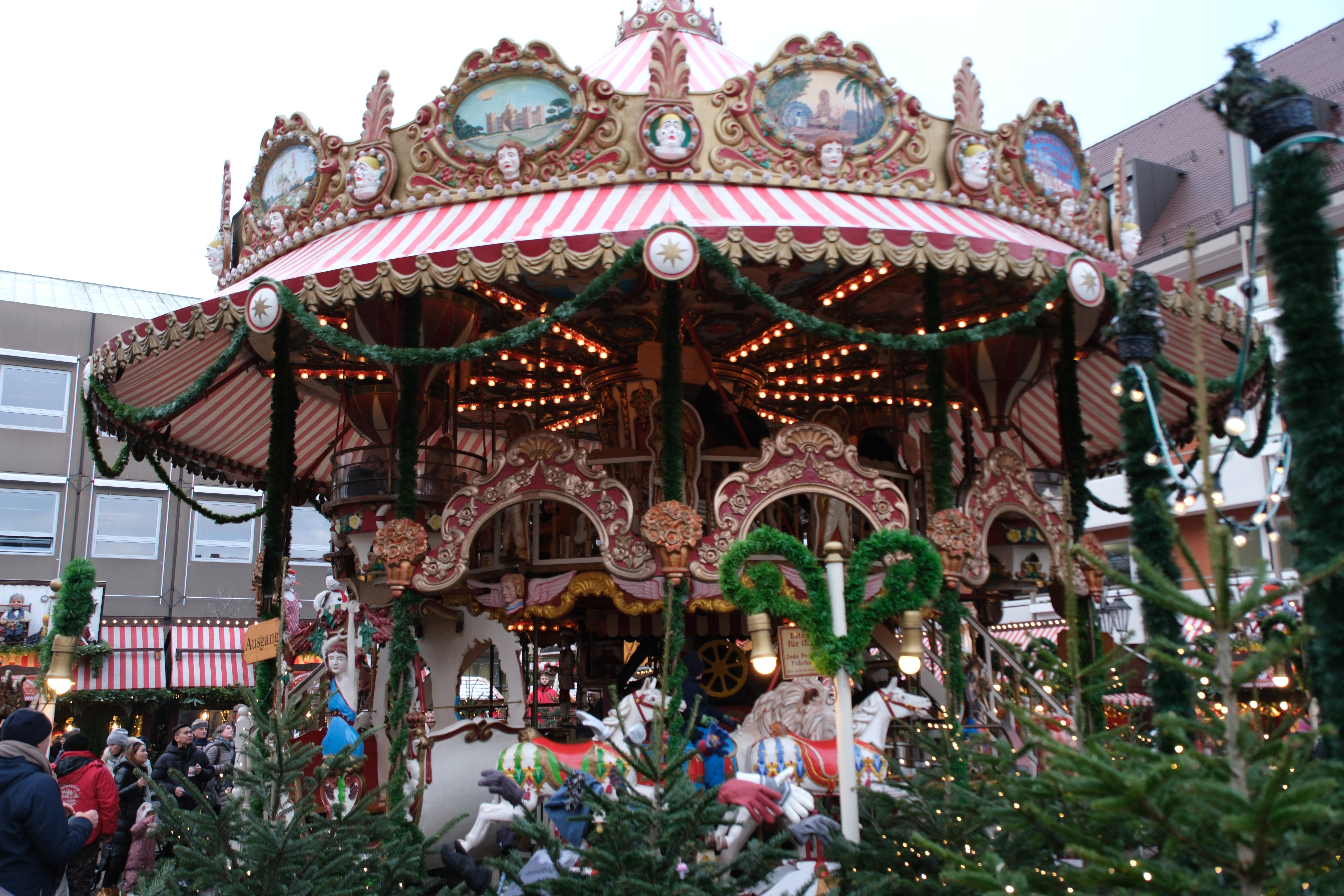
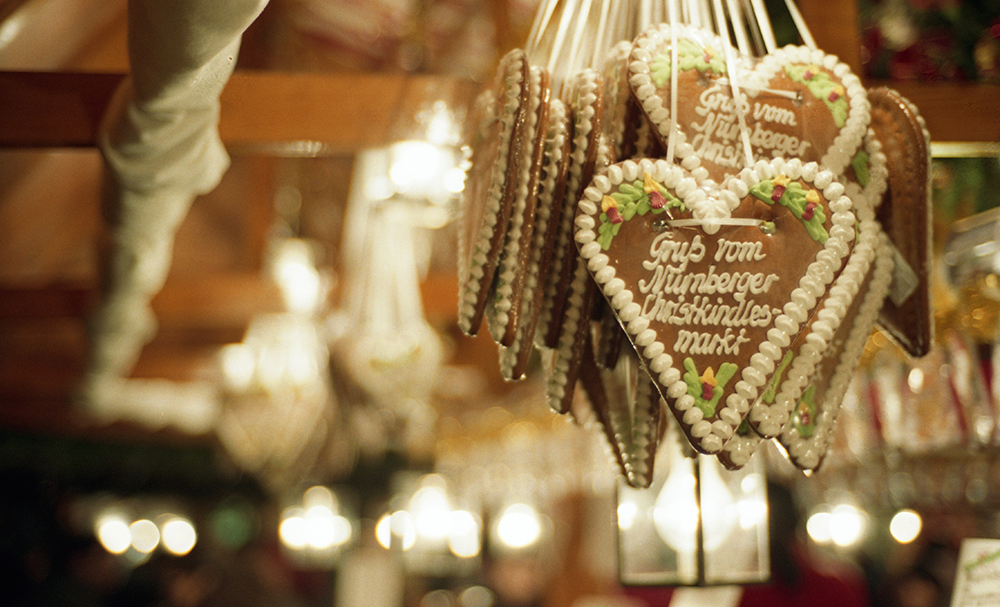
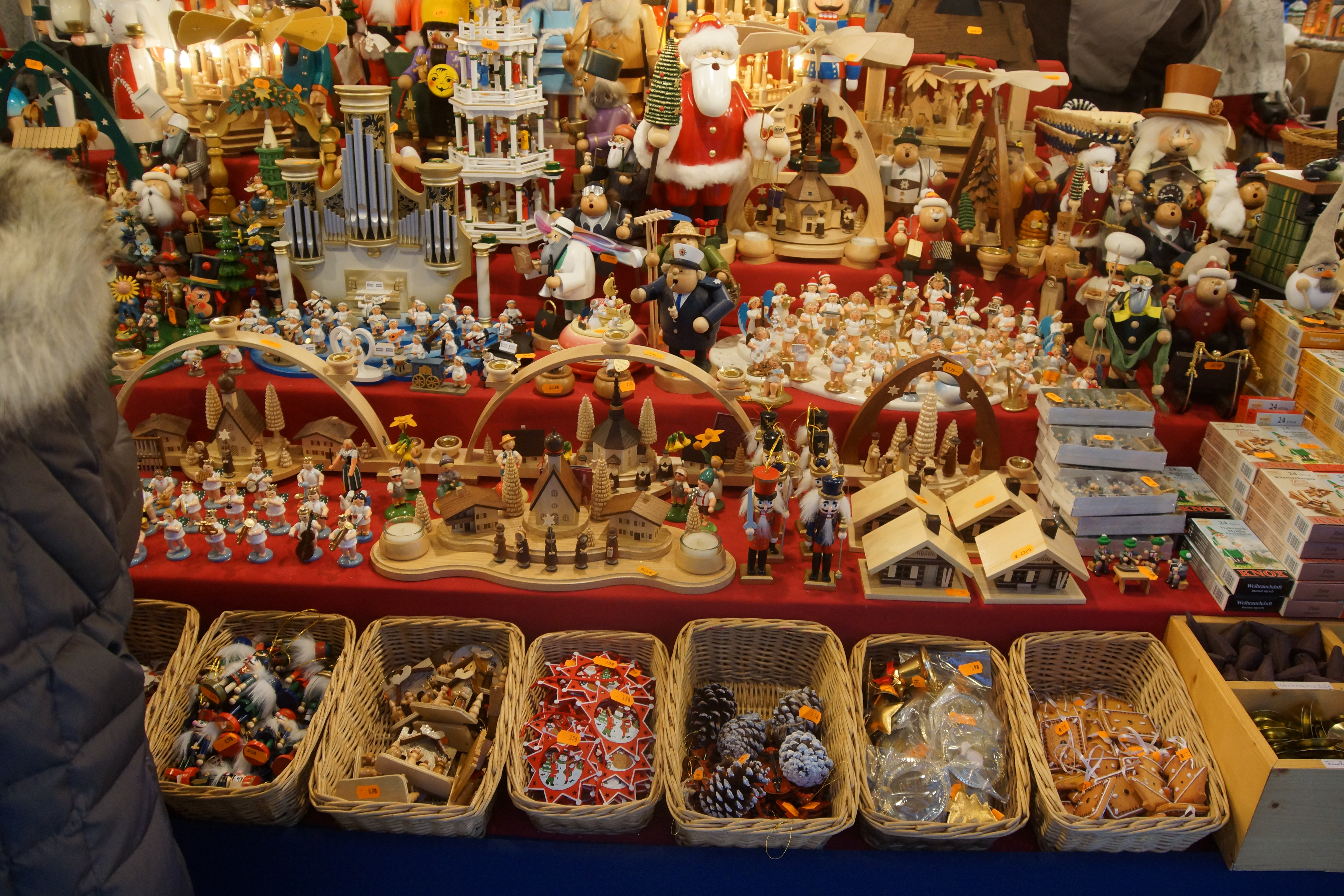